# قائمة سفراء فنلندا في مصر
اعترفت الحكومة الفنلندية بمصر في 8 أبريل 1922 وأقيمت العلاقات الدبلوماسية بعد إعلان إستقلال مصرعن المملكة المتحدة في عام 1922 م. ولكن لم يتم إنشاء أي بعثة دبلوماسية في تلك المرحلة. في يناير 1942، عندما شاركت الحكومة الفنلندية في الغزو الألماني للاتحاد السوفييتي ، قطعت الحكومة المصرية العلاقات الدبلوماسية مع هلسنكي أنذاك .
أعيد تأسيس العلاقات الدبلوماسية في 15 فبراير 1947 على مستوى المفوضية ، ولكن لم يتم إنشاء أي بعثة دبلوماسية فعليا. في عام 1954 تم تعيين السفير الفنلندي في إيطاليا وزيراً مفوضاً غير مقيم في مصر. وفي الأول من يوليو/تموز 1959، تم رفع العلاقات إلى مستوى السفارة، وتم افتتاح السفارة الفنلندية في سبتمبر/أيلول.

## قائمة الممثلين الدبلوماسيين الفنلنديين في مصر

### وزير فنلندي في مصر (مقيم في روما)
- أسكو إيفالو 1954-1959

### قائمة سفراء فنلندا في مصر
1. أطلس أسانتي : 1959-1962
2. أوزمو أوركوميس : 1962-1966
3. قصر سويني : 1966-1969
4. بيكا مالينين : 1969-1974
5. جويل بيكوري : 1975-1978
6. بيورن أولوف ألهولم : 1979-1980
7. أولي أويرو : 1980-1984
8. موري إيجرت : 1984-1987
9. أنتي هينينن : 1987-1989
10. إليزابيث تايجرستيدت-تاتيلا : 1990-1992
11. جارث كاسترين : 1992-1997
12. آبو بولهو: 1998-2002
13. هانيس مانتيفارا: 2002-2005
14. هانو هالينين: 2005-2009
15. روبرتو تانزي ألبي: 2009-2013
16. تولا يورجولا : 2013-2016
17. لورا كانسيكاس-ديبريز: 2017-2021
18. بيكا كوسونين: 2021 حتى الآن

## روابط خارجية
- سفارة فنلندا بالقاهرة: تاريخ البعثة وقائمة السفراء